# Leucopholis insularis
Leucopholis insularis är en skalbaggsart som beskrevs av Brenske 1896. Leucopholis insularis ingår i släktet Leucopholis och familjen Melolonthidae. Inga underarter finns listade i Catalogue of Life.